# Évariste de Parny
Évariste Désiré de Forges de Parny, född den 6 februari 1753 i Saint-Paul på Réunion, död den 5 december 1814 i Paris, var en fransk vicomte och skald.
Parny kom nioårig till Frankrike och fick där sin uppfostran. Han blev officer och gästade 1773–1775 sin födelseö. Därvid kom han i kärleksförhållande till en ung kreolska, som under namnet Éléonore sedermera blev ryktbar genom hans sånger. I Paris levde Parny i epikureisk behaglighet. Han beordrades 1784 till Indien som adjutant åt franske generalguvernören, men tog avsked ur armén 1786 och innehade, sedan hans förmögenhet smält ihop genom revolutionen, några civila ämbeten. År 1803 invaldes han i Franska akademien. Med sina Poésies érotiques (1778–1781) återinförde Parny sann och osminkad känsla i den urartade franska lyriken. Kärlekens vällust, svartsjuka och saknad är där målade med värme och älskvärdhet. Föga mindre gynnsamt mottog samtiden Parnys lasciva och hädiska alster La guerre des dieux anciens et modernes {1799; flera upplagor). I samma anda skrev han sedermera Les déguisements de Venus (1805), Le paradis perdu (samma år) med flera långa dikter. Parnys Oeuvres complètes utgavs i 5 band 1808 (flera upplagor), hans Oeuvres inédites 1826 och Oeuvres choisies 1827. Dikter av Parny är tolkade på svenska av bland andra fru Lenngren.